# Oméga-Six
Oméga-Six (укр. Омега-шість) — з 1922 року французький виробник автомобілів. Штаб-квартира знаходиться в місті Булонь-Біянкур. У 1930 році компанія припинила виробництво автомобілів.

## Заснування компанії
На Паризькій автомобільній виставці 1922 року була представлена нова марка — Omega-Six. Заснував фірму молодий і багатий бізнесмен — Габріель Даубек. Він з малих років допомагав своєму батькові в лісовій торгівлі, і їх сім'я круто піднялася завдяки урядовим замовленням, вони виготовляли і продавали шпали під час Першої світової. Після війни він пішов вчитися до вищого навчального закладу, де і познайомився з богемними нуворишами. В 1920 році він вирішує почати виробляти автомобілі, грошей було достатньо, бажання — теж, він радиться з Етторе Бугатті, той рекомендує йому інженера Гаду, який був головним помічником Моріса Барбару, коли працював в Delaunay-Belleville, і Марка Біркігта, коли працював в Hispano-Suiza.

## Початок виробництва автомобілів
У підсумку в 1922 році Даубек і Гаду презентує публіці модель «Тип А» з 2-літровим 6-циліндровим двигуном з верхнім розташуванням розподільчого вала, двигун нагадував за конструкцією двигуни «Іспано-Сюїза». Автомобіль мав гальма на всіх колесах, до того часу це ще не стало правилом. Автомобіль вийшов дуже стрімким і витонченим. Але 55-сильний двигун мав один істотний недолік — у нього лише 3 опори, тому при обертах більше за 3000 з'являлися дуже неприємні вібрації.
В 1926 році з'являється «Тип Б», який має нижче шасі і двигун, збільшений до 2.6 л (75 к.с.), разом з тим поліпшена конструкція автомобіля, він має 7 точок опори, а гальма — вакуумний підсилювач. Однак у авта був великий недолік — його велика вартість.
В 1928 році конструктор Мольє приймається будувати прототип нової моделі, з базою, зменшеною до 275 см (шасі «Тип Б» — 312 см), на нього планувалося ставити 2.0 л і 3.0 л двигуни з двома верхніми розподільчими валами, проте він цю машину не закінчив.

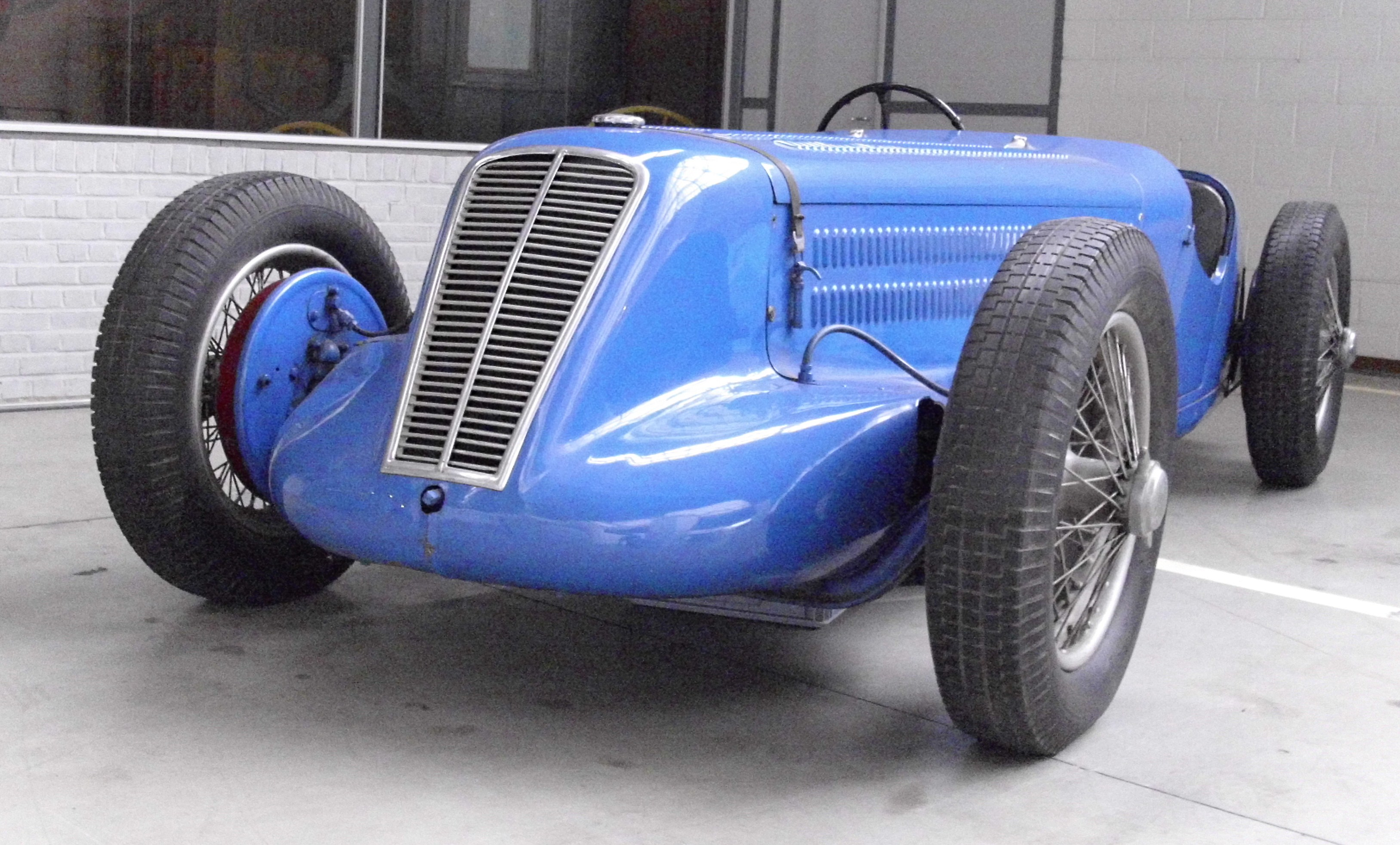
Oméga-Six Typ В Roadster 3.0. Вигляд спереду

Oméga-Six Typ В Roadster 3.0. Вигляд збоку

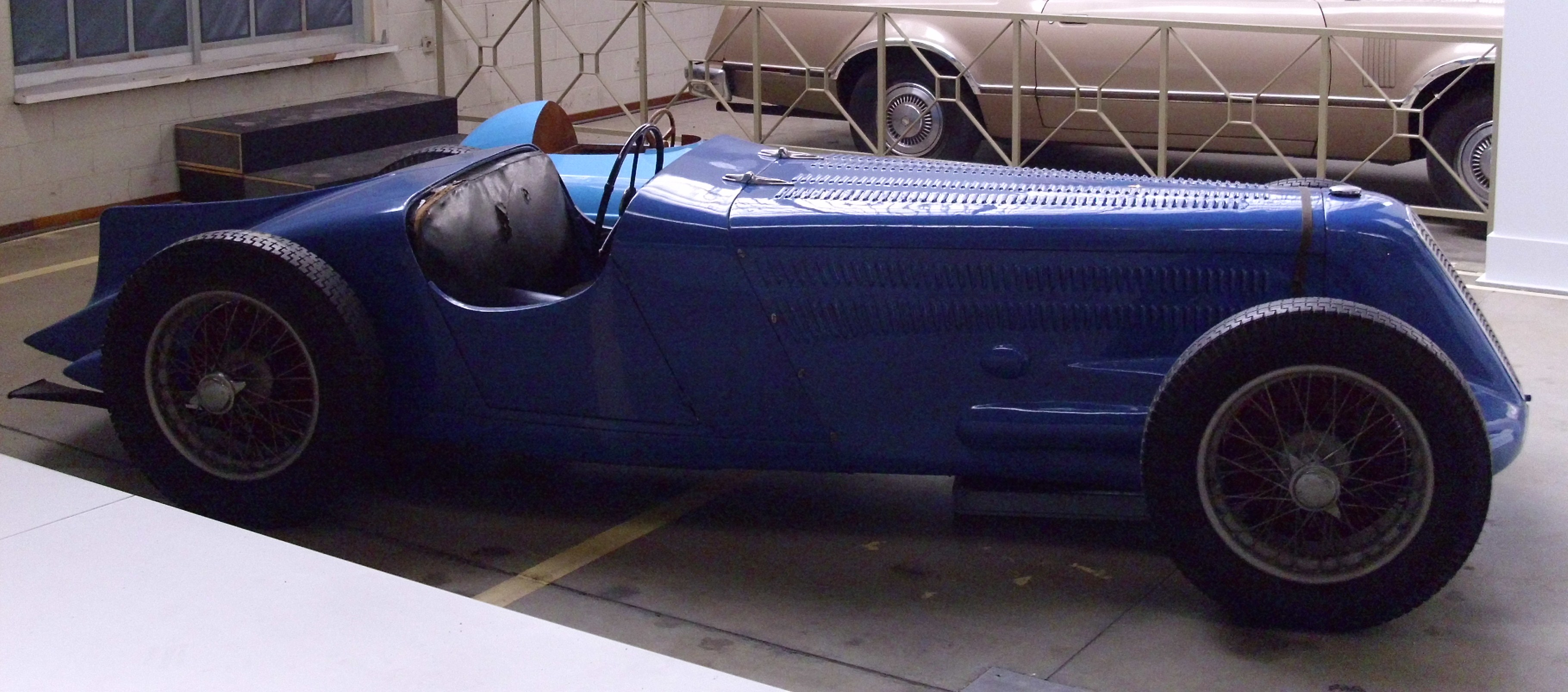
Oméga-Six Typ В Roadster 3.0. Вигляд збоку

Замість цього на шасі «Тип Б» встановили 3.0-літровий двигун, щоправда з одним розподільчим валом, цей мотор розвивав непогану потужність — 122 к.с.. Ця машина брала участь в гонках з 1928 року, проте, безуспішно.
В 1930 році на шасі «Тип Б» стали ставити 2-літровий двигун з двома карбюраторами, а «Тип А» отримав і більший двигун — 2.6 л.

## Припинення виробництва автомобілів. Закриття компанії
Однак машини не користувалися великим попитом, Даубек звернувся за допомогою до Бойрівена, крупного промисловця, що постачає деталями автомобіле- і літакобудівників. Однак у них нічого не склалося. В 1930 році фірма припинила існування зі смертю свого творця, а він помер від наслідків церебрального сифілісу.

## Список автомобілів Oméga-Six
- 1922 — Oméga-Six Typ A
- 1926 — Oméga-Six Typ В
- 1928 — Oméga-Six Typ В Roadster